# Dariusz Lipiec
Dariusz Lipiec (ur. 20 czerwca 1966 w Rykach) – polski duchowny, prof. dr hab. nauk teologicznych, profesor w Instytucie Nauk Teologicznych, sekcja Teologii Pastoralnej i Katechetyki Wydziału Teologii Katolickiego Uniwersytetu Lubelskiego Jana Pawła II.

## Życiorys
W 1992 został wyświęcony na kapłana, natomiast w 1999 ukończył specjalistyczne studia na Katolickim Uniwersytecie Lubelskim. 24 czerwca 1999 obronił pracę doktorską pt. Świeccy jako podmiot apostolstwa w nauczaniu Jana Pawła II. Studium pastoralne, otrzymując doktorat, a 22 listopada 2011 habilitował się na podstawie dorobku naukowego i pracy zatytułowanej Duszpasterstwo niewidomych i słabowidzących w Polsce. Studium teologicznopastoralne. 22 lutego 2021 r. otrzymał tytuł profesora nauk teologicznych.
Pracował w Sekcji św. Jana Chrzciciela w Instytucie Teologicznym w Siedlcach oraz w Wyższym Seminarium Duchowne im. Jana Pawła II w Siedlcach na Papieskim Wydziale Teologicznym w Warszawie, a także piastował stanowisko asystenta i adiunkta w Instytucie Teologii Pastoralnej i Katechetyki na Wydziale Teologii Katolickiego Uniwersytetu Lubelskiego Jana Pawła II.

## Publikacje
- 2005: Uwarunkowania przystępowania młodzieży niewidomej do sakramentu bierzmowania[2]
- 2008: Księdza Tadeusza Fedorowicza koncepcja duszpasterstwa niewidomych[2]
- 2008: Pastoralna posługa dziekana[2]
- 2010: Duszpasterstwo rodzin z dziećmi niepełnosprawnymi[2]
- 2012: Duszpasterstwo rodzin osób niepełnosprawnych[2]
- 2013: Niewidomi we wspólnocie Kościoła[2]
- Duszpasterstwo niewidomych i słabowidzących w Polsce. Studium teologicznopastoralne. Lublin: Wydawnictwo KUL 2011.
- Formacja pastoralna młodych prezbiterów w diecezjach w Polsce. Studium teologicznopastoralne. Lublin: Wydawnictwo KUL 2020.